# جيش الولايات المتحدة السابع
كان الجيش السابع جيشًا أمريكيًا تم إنشاؤه أثناء الحرب العالمية الثانية والذي تطور إلى جيش الولايات المتحدة في أوروبا (USAREUR) خلال الخمسينيات والستينيات. خدم في شمال إفريقيا وإيطاليا في مسرح العمليات المتوسطي وفرنسا وألمانيا في المسرح الأوروبي بين عامي 1942 و1945.
في الأصل كان سلاح المدرعات الأول بقيادة اللواء جورج باتون، فقد وصل إلى المغرب أثناء عملية الشعلة كقوة مهمة غربية، وهي أول قوة أمريكية تدخل الحرب الأوروبية. في أعقاب الهزيمة الناجحة للفيرماخت تحت قيادة الجنرال إروين روميل في شمال إفريقيا، أعيد تصميم سلاح الجيش الأول في العاشر من يوليو عام 1943 أثناء تواجده في البحر في طريقه إلى غزو الحلفاء لصقلية لتكون رأس الحربة لعملية هاسكي.
في دور رائد في عملية اندرتون التي تم إطلاقها في 15 مارس، حارب الجيش السابع عبر نهر الراين إلى ألمانيا، حيث استولى على نورمبرج ثم ميونيخ . وصلت العناصر إلى النمسا وعبرت ممر برينر إلى إيطاليا بحلول 4 مايو، ثم تبعها نهاية الحرب في يوم النصر في أوروبا، 8 مايو 1945.

## التاريخ

### ألمانيا
في دور رائد في عملية اندرتون، شق الجيش السابع طريقه عبر نهر الراين إلى ألمانيا، واستولى على نورمبرغ ثم ميونيخ. وأخيرا عبر ممر برينر واتصلت بالجيش الأمريكي الخامس الليفتنانت جنرال لوسيان تروسكوت في ستيرزنج  - مرة أخرى على الأراضي الإيطالية.